# Manlio Moro
Manlio Moro (Pordenone, 17 de marzo de 2002) es un deportista italiano que compite en ciclismo en las modalidades de pista y ruta.
Ganó dos medallas de plata en el Campeonato Mundial de Ciclismo en Pista, en los años 2022 y 2023, y dos medallas en el Campeonato Europeo de Ciclismo en Pista, en los años 2022 y 2023.

## Medallero internacional
| Campeonato Mundial | Campeonato Mundial      | Campeonato Mundial | Campeonato Mundial      |
| Año                | Lugar                   | Medalla            | Competición             |
| ------------------ | ----------------------- | ------------------ | ----------------------- |
| 2022               | Saint-Quentin (Francia) | Medalla de plata   | Persecución por equipos |
| 2023               | Glasgow (Reino Unido)   | Medalla de plata   | Persecución por equipos |
| Campeonato Europeo |                         |                    |                         |
| Año                | Lugar                   | Medalla            | Competición             |
| 2022               | Múnich (Alemania)       | Medalla de bronce  | Persecución individual  |
| 2023               | Grenchen (Suiza)        | Medalla de oro     | Persecución por equipos |